# Kastrup Fort
Kastrup Fort (oprindelig Kastrup Batteri; omdøbt ca. 1910) var en del af Københavns Befæstning og er i dag en mindre folkepark på Amager. Området er ca. 4 hektarer stort og omgivet af en 25-60 m bred voldgrav (2-3 m dyb).
Bygget i 1886-1887 og overgik i 1925 til Københavns Kommune. Det åbnede som folkepark i 1933 med udskænkningsteder og forlystelser. Området blev benyttet af tyskerne under 2. verdenskrig og var efter krigen interneringslejr for tyske flygtninge. Parken blev genåbnet i 1947 og området blev fredet 1969.
I centrum af parken ligger Restaurant Kastrup Fortet.
| I vest lå Vestvolden | I nord lå Garderhøj Fort, Lyngbyfortet og Fortunfortet   | I nordøst lå Taarbæk Fort, Hvidøre og Charlottenlund FortI øst lå Middelgrundsfortet, Trekroner og FlakfortetI sydøst på Amager lå Prøvestenen, Kastrup Fort, Dragør Fort og Kongelundsfortet |
| I vest lå Vestvolden | Bygherre: J.B.S. Estrup (grønt for land - blåt for vand) | I nordøst lå Taarbæk Fort, Hvidøre og Charlottenlund FortI øst lå Middelgrundsfortet, Trekroner og FlakfortetI sydøst på Amager lå Prøvestenen, Kastrup Fort, Dragør Fort og Kongelundsfortet |
| I vest lå Vestvolden | I syd lå Mosede Fort                                     | I nordøst lå Taarbæk Fort, Hvidøre og Charlottenlund FortI øst lå Middelgrundsfortet, Trekroner og FlakfortetI sydøst på Amager lå Prøvestenen, Kastrup Fort, Dragør Fort og Kongelundsfortet |